# Belgiens damlandslag i volleyboll
Belgiens damlandslag i volleyboll (franska: Équipe de Belgique de volley-ball féminin) representerar Belgien i volleyboll på damsidan. Laget har smeknamnet Yellow Tigers och organiseras av Volley Belgium.
Laget deltog under 1900-talet tämligen oregelbundet i större mästerskap. De deltog vid VM 1956 och 1978 och vid fyra EM. Sedan slutet av 00-talet har dess internationella konkurrenskraft stärkts. De har sedan dess deltagit i samtliga EM förutom 2011, med ett brons vid EM 2013 som bästa placering. De har under 2000-talet deltagit vid två VM (2014 och 2022), där niondeplatsen 2022 är dess bästa placering hittills. 
Genom en andraplats i European Volleyball League 2013 kvalificerade sig laget för spel i FIVB World Grand Prix, där världens bästa lag årligen möts i serieformat. De höll sig kvar i turneringen när den bytte namn till Volleyball Nations League tills de kom näst sist 2022 och åkte ur serien.
Gert Vande Broek är förbundskapten sedan 2008.

## Spelartrupper
- EM 2019
- EM 2021
- VM 2022
- European Golden League 2023

### Fotnoter
1. ↑  Topvolley Belgium. ”Yellow Tigers” (på engelska). https://topvolleybelgium.be/yellow-tigers. Läst 17 juni 2023.
2. ↑  Todor Krastev. ”Women Volleyball II World Championship 1956 Paris (FRA) 30.08-12.09 Winner Soviet Union” (på engelska). http://www.todor66.com/volleyball/World/Women_1956.html. Läst 29 juni 2024.
3. ↑  ”Volleyball - Women's World Championship 1956 - Calendar & Results” (på engelska). Les-Sports.info. https://www.the-sports.org/volleyball-1956-women-s-world-championship-epr22662.html. Läst 29 juni 2024.
4. ↑  ”1967 Senior European Championships” (på engelska). Confédération Européenne de Volleyball. https://www-old.cev.eu/Competition-Area/competition.aspx?ID=299&PID=622. Läst 26 februari 2023.
5. ↑  ”1974/1975 Senior European Championships” (på engelska). Confédération Européenne de Volleyball. https://www-old.cev.eu/Competition-Area/competition.aspx?ID=301&PID=624. Läst 26 februari 2023.
6. ↑  ”1978/1979 Senior European Championships” (på engelska). Confédération Européenne de Volleyball. https://www-old.cev.eu/Competition-Area/competition.aspx?ID=303&PID=627. Läst 26 februari 2023.
7. 1 2 3 4  Veronika Čuňočková. ”Projekt športovej akcie nadregionálneho významu” (på tjeckiska). https://is.muni.cz/th/d1vbk/Cunockova_DP.pdf. Läst 12 november 2023.
8. ↑  ”1986/1987 Senior European Championships” (på engelska). Confédération Européenne de Volleyball. https://www-old.cev.eu/Competition-Area/competition.aspx?ID=307&PID=632. Läst 26 februari 2023.
9. ↑  ”2006/2007 European Championships” (på engelska). Confédération Européenne de Volleyball. https://www-old.cev.eu/Competition-Area/competition.aspx?ID=197&PID=-2. Läst 24 oktober 2022.
10. ↑  ”2009 European Championships” (på engelska). Confédération Européenne de Volleyball. https://www-old.cev.eu/Competition-Area/competition.aspx?ID=388&PID=-2. Läst 24 oktober 2022.
11. ↑  ”2013 CEV Volleyball European League - Women” (på engelska). Confédération Européenne de Volleyball. https://www-old.cev.eu/Competition-Area/Competition.aspx?ID=598&PID=-2. Läst 29 juni 2024.
12. ↑  ”2013 CEV Volleyball European Championship” (på engelska). Confédération Européenne de Volleyball. https://www-old.cev.eu/Competition-Area/competition.aspx?ID=560&PID=-2. Läst 13 oktober 2022.
13. ↑  ”FIVB Volleyball World Grand Prix 2014 -  Final standing - Group 2” (på engelska). Fédération Internationale de Volleyball. http://www.fivb.org/EN/volleyball/competitions/WorldGrandPrix/2014/FinalStanding2.asp. Läst 29 juni 2024.
14. ↑  ”FIVB Volleyball Women's World Championship Italy 2014” (på engelska). Fédération Internationale de Volleyball. http://italy2014.fivb.org/en. Läst 2 mars 2023.
15. ↑  ”Baku 2015 European Games - Women” (på engelska). Confédération Européenne de Volleyball. https://www-old.cev.eu/Competition-Area/Competition.aspx?ID=760&PID=-2. Läst 29 juni 2024.
16. ↑  ”Final standing” (på engelska). Fédération Internationale de Volleyball. http://worldgrandprix.2015.fivb.com/en/finals-1/competition/final-standing. Läst 21 mars 2023.
17. ↑  ”2015 CEV Volleyball European Championship - Women” (på engelska). Confédération Européenne de Volleyball. https://www-old.cev.eu/Competition-Area/competition.aspx?ID=701&PID=-2. Läst 13 oktober 2022.
18. ↑  ”Vorherige Rankings - Montreux Volley Masters 2019” (på tyska). Montreux Volley Masters. http://www.volleymasters.ch/de/history/ranking. Läst 7 mars 2023.
19. ↑  ”FIVB World Grand Prix 2016” (på engelska). Fédération Internationale de Volleyball. http://worldgrandprix.2016.fivb.com/en. Läst 7 mars 2023.
20. ↑  ”FIVB World Grand Prix 2017” (på engelska). Fédération Internationale de Volleyball. http://worldgrandprix.2017.fivb.com/en. Läst 7 mars 2023.
21. ↑  ”2017 CEV Volleyball European Championship - Women” (på engelska). Confédération Européenne de Volleyball. https://www-old.cev.eu/Competition-Area/competition.aspx?ID=841&PID=-2. Läst 13 oktober 2022.
22. ↑  ”FIVB Volleyball Nations League 2018” (på engelska). Volleyball World. https://en.volleyballworld.com/en/vnl/2018#navwvnl2018. Läst 7 mars 2023.
23. ↑  ”Final Standing” (på engelska). Fédération Internationale de Volleyball. https://en.volleyballworld.com/en/vnl/2019/womensfinals/competition/finalstanding. Läst 31 augusti 2022.
24. ↑  ”CEV EuroVolley 2019  -  Women” (på engelska). Confédération Européenne de Volleyball. https://www-old.cev.eu/Competition-Area/competition.aspx?ID=1053&PID=-2. Läst 10 september 2022.
25. ↑  ”Final phase” (på engelska). Fédération Internationale de Volleyball. https://en.volleyballworld.com/volleyball/competitions/vnl-2021/standings/women/. Läst 31 augusti 2022.
26. ↑  ”CEV EuroVolley 2019  -  Women” (på engelska). Confédération Européenne de Volleyball. https://www-old.cev.eu/Competition-Area/MatchPage.aspx?mID=46321&ID=1248&CID=7808&PID=1993. Läst 26 maj 2022.
27. ↑  ”Final Standings” (på engelska). Fédération Internationale de Volleyball. https://en.volleyballworld.com/volleyball/competitions/vnl-2022/final-standings/women/. Läst 31 augusti 2022.
28. ↑  volleyballworld.com. ”Volleyball Challenger Cup 2022 - Women's standings” (på engelska). https://en.volleyballworld.com/volleyball/competitions/challenger-cup-2022/standings/women/#round-f. Läst 20 maj 2023.
29. ↑  ”Final standings” (på engelska). Fédération Internationale de Volleyball. https://en.volleyballworld.com/volleyball/competitions/women-worldchampionship-2022/standings/#round-f. Läst 15 oktober 2022.
30. ↑  ”European League” (på engelska). Confédération Européenne de Volleyball. https://www.cev.eu/national-team/european-league/2023/european-golden-league/women. Läst 10 juli 2023.
31. ↑  ”Women  -  EuroVolley” (på engelska). Confédération Européenne de Volleyball. https://eurovolley.cev.eu/en/2023/women/#final-standing. Läst 10 september 2023.
32. ↑  ”2024 Volleyball European Golden League  -  Women” (på engelska). Confédération Européenne de Volleyball. https://www.cev.eu/national-team/european-leagues/european-golden-league/women/2024/. Läst 16 juni 2024.
33. ↑  volleyballworld.com. ”Volleyball Challenger Cup 2024 - Women's standings” (på engelska). https://en.volleyballworld.com/volleyball/competitions/challenger-cup/standings/women/. Läst 3 januari 2025.
34. ↑  https://volleybox.net/nl/gert-vande-broek-p43129/clubs
35. ↑  ”Gert Vande Broek” (på engelska). Volleybox. https://volleybox.net/nl/gert-vande-broek-p43129/clubs. Läst 3 juni 2023.